# Korachiet
Een korachiet (meervoud korachieten; andere schrijfwijze: korahieten) was een tempelzanger in het Bijbelse Israël.
In de psalmen wordt van hen gesproken; enkele psalmen zijn voor hen gemaakt, om te zingen in de tempel of wanneer een koning ten strijde trok.

## Naam
Doorgaans worden de korachieten aangeduid als "zonen van Korach" of "Korah". Korach kwam in opstand tegen het gezag van Mozes en zijn broer Aäron, toen de Israëlieten veertig jaar door de woestijn trokken vanuit Egypte naar het Beloofde Land Kanaän. Korach was uit de stam Levi. Daarom is het logisch dat zijn "zonen" (nageslacht) later in de tempel te Jeruzalem zouden dienen, aangezien het aan de stam Levi voorbehouden was te dienen in de tempel.

## In de Bijbel
Enkele passages uit de Bijbel (Statenvertaling):
Exodus 6:24
En de zonen van Korah waren: Assir, en Elkana, en Abiasaf; dat zijn de huisgezinnen der Korachieten.
Numeri 26:58
Dit zijn de geslachten van Levi: het geslacht der Libnieten, het geslacht der Hebronieten, het geslacht der Machlieten, het geslacht der Muzieten, het geslacht der Korachieten.